# Ixias weelei
Ixias weelei is een vlindersoort uit de familie van de Pieridae (witjes), onderfamilie Pierinae.
Ixias weelei werd in 1912 beschreven door van Eecke.